# Факір

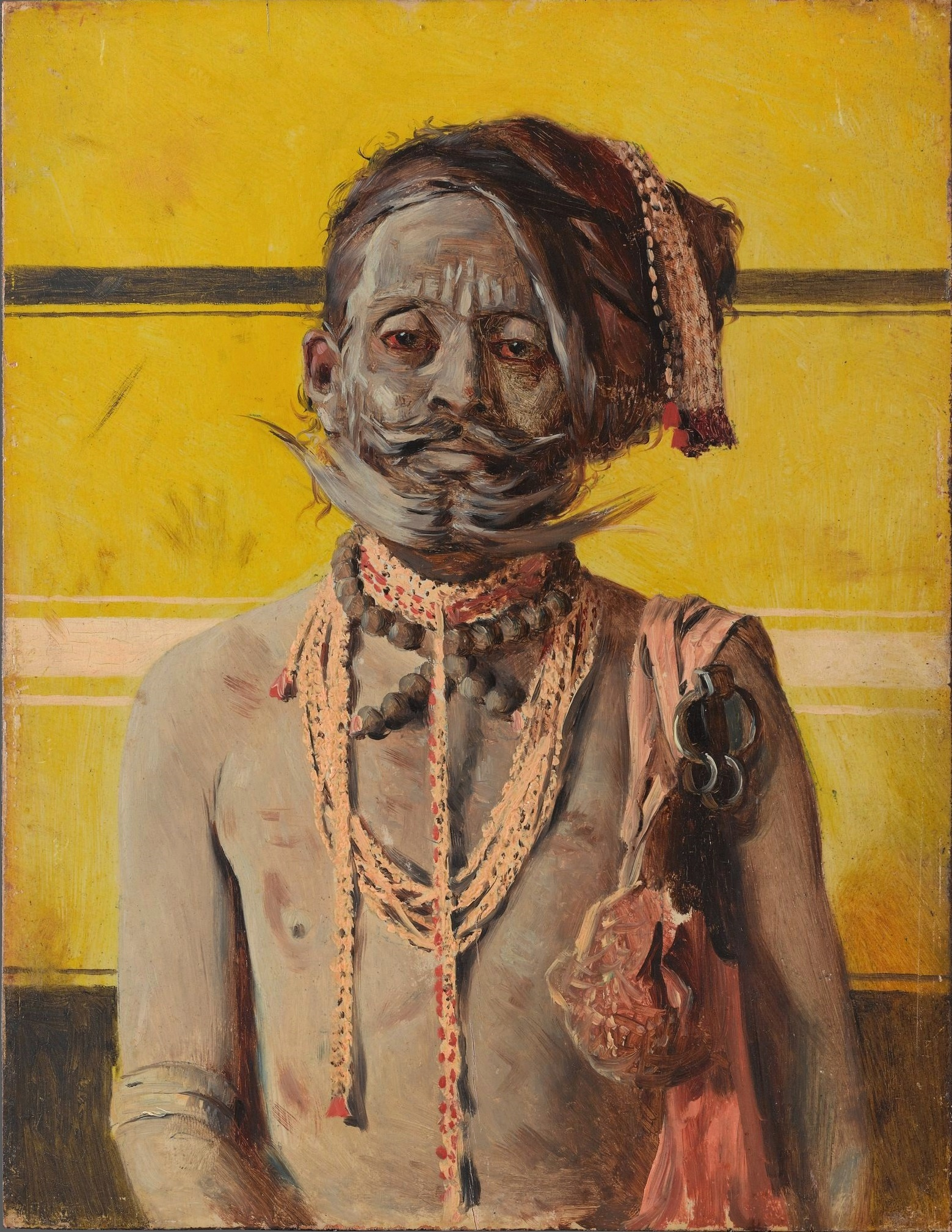
Василь Верещагін «Факір»

Факір (араб. فقیر — бідняк) — спочатку мандрівний прихильник суфізму, пізніше (у розмовній мові) термін став означати бездомного аскета в індуїзмі. Факіри також магометанські релігійні жебраки в Індії, рід бродячих ченців — дервішів.
У сучасній розмовній мові факір — фокусник, йог, дресирувальник тварин, заклинач хвороб, тлумач снів, ковтач шпаг. У переносному сенсі — взагалі всякий фокусник, маг.
В останні 20 років почала розвиватися окрема галузь шоу-бізнесу, пов'язана з факірами. Це так звані театри вогню (фаєр-шоу), учасники яких в більшості своїй непрофесійні артисти-аматори, які працюють з різними вогняними та піротехнічними інструментами.